# الغارات على مستشفى غزة الأوروبي 2025
في 13 مايو من عام 2025، ضربت غارة جوية إسرائيلية مجمع مستشفى غزة الأوروبي في خان يونس بقطاع غزة، مما أسفر عن استشهاد 28 شخصًا على الأقل وإصابة 40 آخرين على الأقل. كان الهجوم حسب ما قال جيش الاحتلال الإسرائيلي محاولة لاغتيال القيادي في حركة حماس في قطاع غزة محمد السنوار وربما أيضًا القائد الكبير في حركة حماس محمد شبانة، لكن مصيرهم غير واضح، ويزعم الجيش الإسرائيلي أنهم "كانوا جميعًا في مجمع مسلح تحت مدرسة مدنية مجاورة".